# Boris Leonidowitsch Pasternak

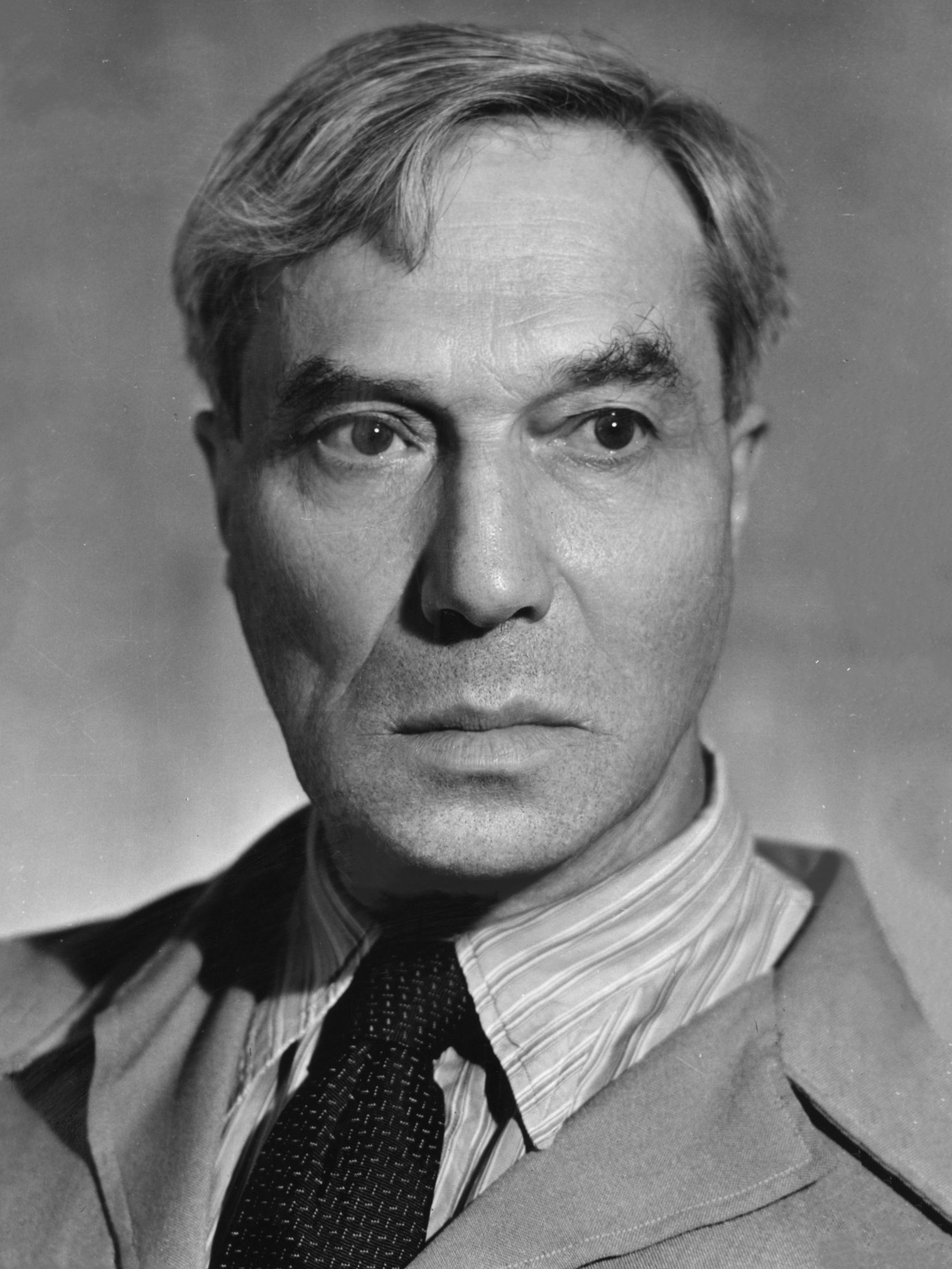
Boris Pasternak (1959)

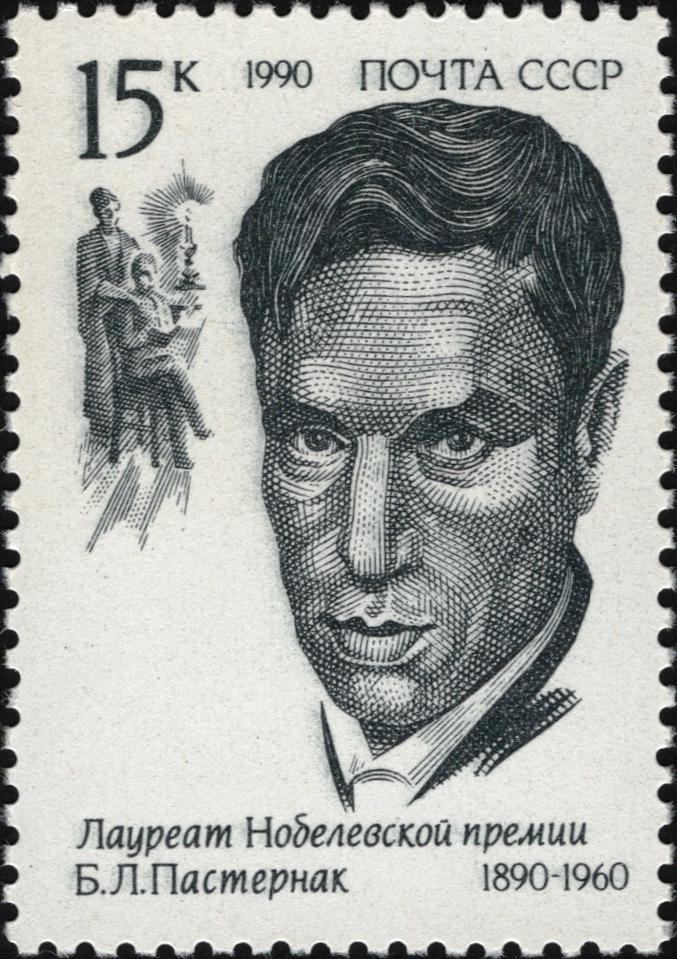
Pasternak auf einer sowjetischen Briefmarke von 1990

Boris Leonidowitsch Pasternak (russisch Борис Леонидович Пастернак, wiss. Transliteration Boris Leonidovič Pasternak; * 29. Januarjul. / 10. Februar 1890greg. in Moskau; † 30. Mai 1960 in Peredelkino bei Moskau) war ein russischer Dichter und Schriftsteller. International bekannt ist er vor allem durch seinen Roman Doktor Schiwago. 1958 wurde ihm der Nobelpreis für Literatur verliehen, den er jedoch aus politischen Gründen nicht annehmen konnte.

## Leben

### Kindheit und Jugend

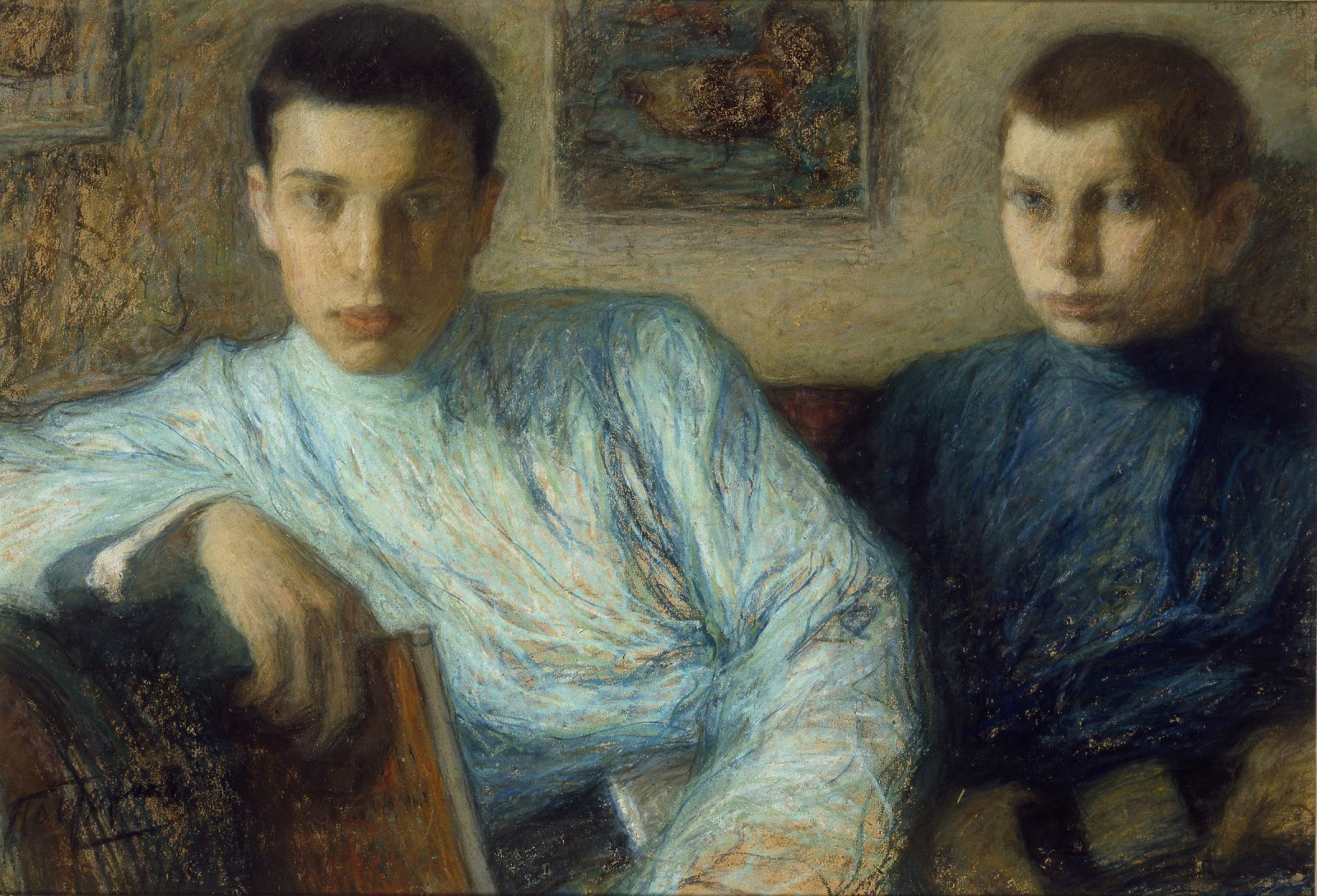
Boris Pasternak (links) mit seinem Bruder Alexander von ihrem Vater Leonid Pasternak gemalt

In Moskau als Sohn jüdischer Eltern geboren, wuchs Boris Pasternak in einem intellektuellen und künstlerischen Milieu auf. Sein Vater Leonid war Künstler und Professor an der Moskauer Schule für Malerei, seine Mutter die bekannte Pianistin Rosa Kaufmann. Sein Bruder war der konstruktivistische Architekt Alexander Pasternak. Bei einem Sturz vom Pferd brach Pasternak sich 1903 den rechten Oberschenkelknochen, was unter anderem zur Folge hatte, dass sein rechtes Bein kürzer war als das linke. Das führte dazu, dass er weder im Ersten noch im Zweiten Weltkrieg als Soldat eingezogen wurde. Allerdings hat er sich 1941 freiwillig für den Kriegsdienst gemeldet, wurde aber erst 1943 eingesetzt.
Unter den Freunden und Bekannten, die Pasternak bereits in jungen Jahren zu Hause antraf, waren Musiker, Künstler, Schriftsteller – einer davon Lew Tolstoi, dessen Bücher sein Vater Leonid illustrierte. Seitdem er als Dreizehnjähriger den russischen Komponisten Alexander Skrjabin kennenlernte, träumte er davon, Pianist und Komponist zu werden, und beschäftigte sich ausdauernd mit Klavierspiel, Musiktheorie und Komposition. Aus dem Jahr 1909 stammt eine von ihm komponierte Klaviersonate in h-Moll.

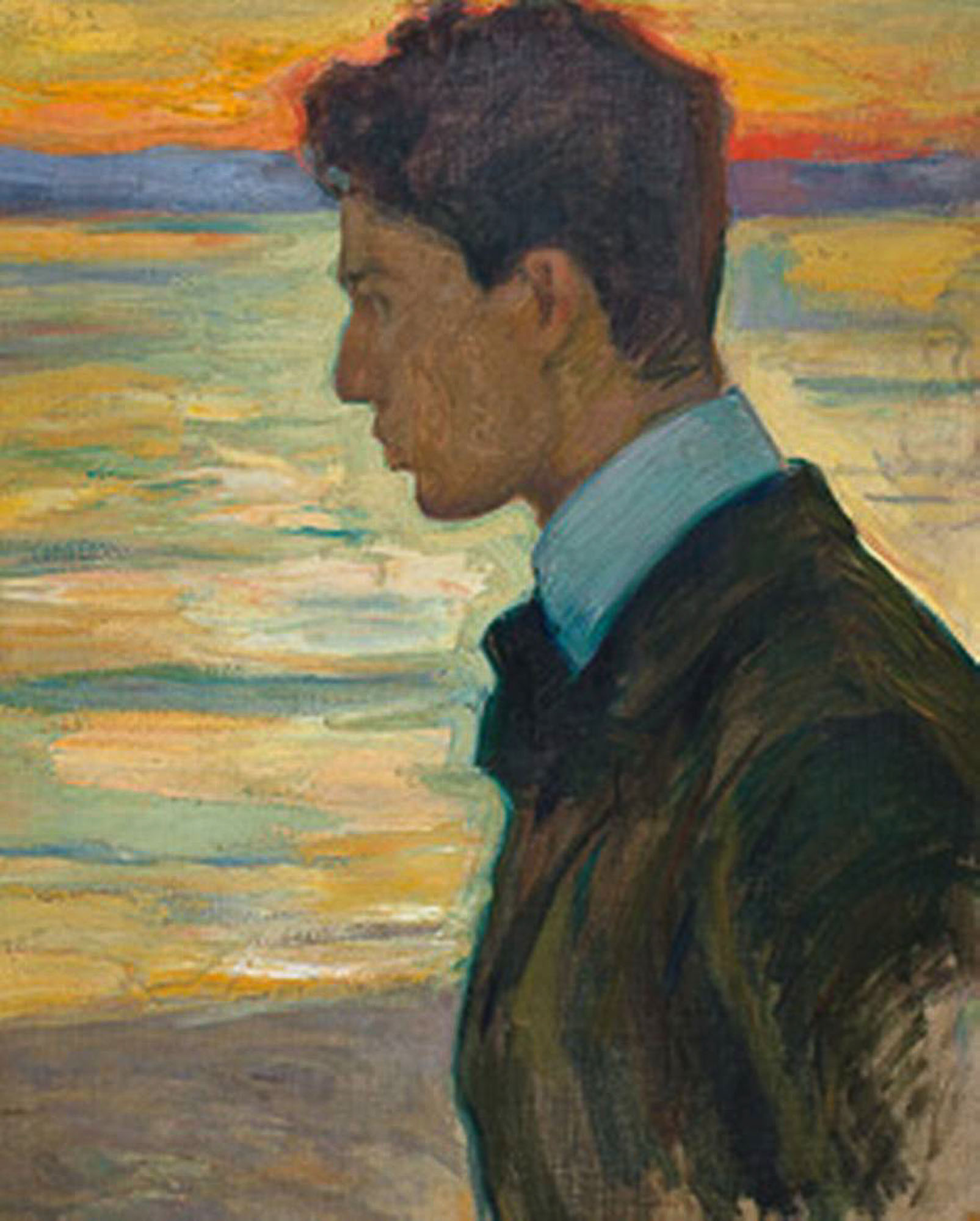
Boris Pasternak gemalt von seinem Vater Leonid (1910)

Nach Abschluss des Moskauer deutschen Gymnasiums 1908 studierte er jedoch an der Moskauer Universität Philosophie. Ein Auslandssemester im Sommer 1912 an der damals in Russland bekanntesten deutschen Universität, der Universität Marburg, wo er erfolgreiche Studien bei den Neukantianern Hermann Cohen und Nicolai Hartmann betrieb, sowie Reisen in die Schweiz und nach Italien ließen in ihm jedoch den Entschluss reifen, sich der Poesie zuzuwenden:

„Meiner Meinung nach sollte Philosophie dem Leben und der Kunst als Gewürz beigegeben werden. Wer sich ausschließlich mit Philosophie beschäftigt, kommt mir vor wie ein Mensch, der nur Meerrettich isst.“

Pasternak wandte sich, inspiriert vor allem von Alexander Blok, anfänglich besonders dem Futurismus und dem Symbolismus zu. Kurzzeitig war er Mitglied der Dichtergruppe LEF (Lewy front iskusstw, „Linke Front der Künste“), die ganz im Zeichen des Futurismus stand. Das Manifest dieser literarischen Bewegung umschrieb den Dichter als Arbeiter mit sozialem Auftrag, nicht als Künstler. In dieser Zeit schrieb er seine ersten Gedichte, die 1913 im Almanach Lirika (Лирика) erschienen. 1914 veröffentlichte er seine erste Gedichtsammlung in dem Buch Zwilling in Wolken (Близнец в тучах), gefolgt vom 1917 erscheinenden Über die Barrieren (Поверх барьеров), was ihm Aufmerksamkeit und Anerkennung in der literarischen Welt verschaffte. Seit 1914 war er auch Mitglied der futuristischen Dichtergruppe Zentrifuge (Центрифуга).

### Erster und Zweiter Weltkrieg: Arbeit als Dichter
Eineinhalb Jahre nach Beginn des Ersten Weltkrieges, Anfang Januar 1916, reiste Pasternak nach Vsevolodo-Vilva, eine vom Krieg noch verschonte Stadt im Ural, wo er neben seiner schriftstellerischen Tätigkeit für seinen Lebensunterhalt im Büro der örtlichen Chemiefabrik arbeitete. Auf einer Reise lernte er auch Perm kennen. Er blieb im Ural bis Ende Juni.
Obwohl Pasternak von der Brutalität der neuen Regierung schockiert war, unterstützte er die Oktoberrevolution. Seine Eltern und Geschwister wanderten 1921, als Auslandsreisen erlaubt wurden, nach Deutschland aus. Nach dem Krieg arbeitete Pasternak als Bibliothekar und schrieb u. a. Leutnant Schmidt (Лейтенант Шмидт), Meine Schwester, das Leben (Сестра моя — жизнь, 1922) und Das Jahr 1905 (Девятьсот пятый год). 1922 heiratete Pasternak Jewgenija Wladimirowna Lourié und hatte mit ihr den Sohn Jewgeni Pasternak (1923–2012), der zunächst Militäringenieur und später als Literaturwissenschaftler und -historiker ein Spezialist für das Schaffen seines Vaters wurde. Die Ehe wurde 1931 geschieden.
Die Poesie blieb Pasternaks Leidenschaft und machte ihn zu einem der wichtigsten Dichter der russischen Moderne. Seine Gedichte entwickelten sich weg von den symbolistischen Einflüssen hin zu philosophischen Ansätzen und zur Verarbeitung der Revolution. In den dreißiger Jahren passten seine Werke allerdings nicht in die Rahmenbedingungen des Sozialistischen Realismus, und er arbeitete als Übersetzer aus dem Französischen, Englischen und Deutschen, um seinen Lebensunterhalt zu verdienen. Berühmt sind seine Übertragungen von Goethes Faust und Shakespearescher Tragödien, außerdem übersetzte er Werke von Rilke, Kleist und einigen englischen Schriftstellern. 1934 ging er eine zweite Ehe mit Sinaida Nikolajewna Neuhaus ein; die Familie zog 1936 in die Künstlerkolonie Peredelkino bei Moskau.
Bei Kriegsausbruch 1941 meldete sich Pasternak freiwillig an die Front, wurde jedoch zunächst nach Tschistopol evakuiert und erst 1943 mit einer „Schriftstellerbrigade“ in den Krieg geschickt. Die lyrische Verarbeitung seiner Kriegserlebnisse ist in den Gedichten des Sammelbands In den Frühzügen (На ранних поездах, 1943) und in Irdische Weite (Земной простор, 1945) zu finden.

### Nachkriegszeit: Doktor Schiwago
Nach dem Krieg arbeitete Pasternak lange an seinem ersten und einzigen Roman, Doktor Schiwago (Доктор Живаго), der in der Sowjetunion aufgrund seines Inhalts nicht erscheinen durfte. Der Roman, der knapp nach 1900 einsetzt, die Umwälzungen während der russischen Revolution einbezieht und im Großen Vaterländischen Krieg endet, beschreibt die Konflikte, in die ein Intellektueller (Schiwago) und seine geistigen und religiösen Überzeugungen mit der revolutionären Bewegung und der sozialistischen Realität geraten. Als Vorbild für Lara, die weibliche Hauptfigur des Romans, soll dabei Pasternaks langjährige Geliebte Olga Iwinskaja fungiert haben. Der Roman erschien 1957 nur im Ausland, zunächst in Italien und danach in 18 anderen Sprachen – ein internationaler Erfolg. In der Sowjetunion konnte er erst 1987 unter Gorbatschow publiziert werden, nachdem man Pasternak offiziell rehabilitiert hatte. Der gleichnamige Film mit Omar Sharif und Julie Christie (Regie: David Lean, 1965) gewann 1966 fünf Oscars und war ein internationaler Erfolg in den Kinos.
Als Pasternak 1958 der Nobelpreis für Literatur „für seine bedeutende Leistung sowohl in der zeitgenössischen Lyrik als auch auf dem Gebiet der großen russischen Erzähltradition“ verliehen werden sollte, nahm er diesen zwar zunächst an, lehnte aber später auf Druck der sowjetischen Obrigkeit ab. Dennoch wurde er in der Folge aus dem Schriftstellerverband der UdSSR ausgeschlossen. Aus einem persönlichen Brief Pasternaks an Chruschtschow geht hervor, dass Pasternak trotz aller Angriffe auf ihn und seine Arbeit auf keinen Fall die Sowjetunion verlassen wollte.
Voller Pläne und Ideen für weitere Gedichte und einen Roman starb Boris Pasternak am 30. Mai 1960 in Peredelkino an einem Herzinfarkt und starken Magenblutungen. Außerdem wurde ein Lungenkrebs im Anfangsstadium festgestellt. Im Zuge der kulturpolitischen Liberalisierung in der UdSSR wurde Pasternak am 23. Februar 1987 rehabilitiert und postum wieder in den Schriftstellerverband der UdSSR aufgenommen. Sein Roman Dr. Schiwago sollte in einer sowjetischen Zeitung veröffentlicht werden. In einer besonderen Zeremonie nahm sein Sohn den von Pasternak 1958 abgelehnten Nobelpreis im Jahr 1989 in Stockholm stellvertretend für seinen Vater an.
In seinem Todesjahr 1960 wurde er als auswärtiges Ehrenmitglied in die American Academy of Arts and Letters gewählt. Die Beisetzung von Boris Pasternak fand am 2. Juni 1960 auf dem Friedhof von Peredelkino statt.

## Werke (Auswahl)
- Zwilling in Wolken. (Близнец в тучах.) 1914.
- Über die Barrieren. (Поверх барьеров.) 1917.

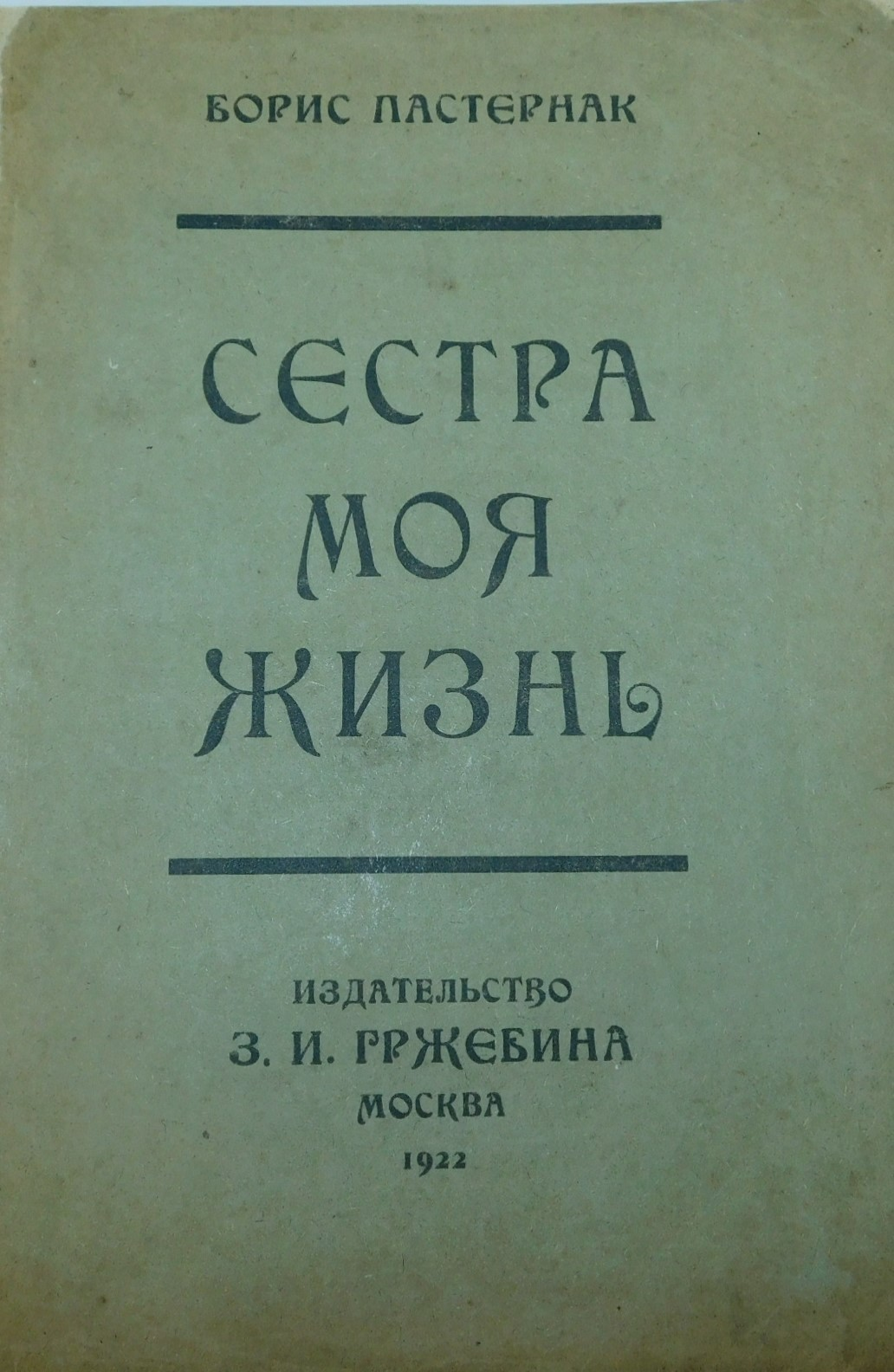
Meine Schwester, das Leben. Titelseite der Erstausgabe.

- Meine Schwester, das Leben. (Сестра моя — жизнь.) 1922.
- Lüvers Kindheit. 1922.
- Briefe aus Tula. 1922.
- Das Jahr 1905. (Девятьсот пятый год.) 1926/27.
- Geleitbrief. Erinnerungen. 1931.
- Spektorskij. Versroman. 1931.
- In den Frühzügen. (На ранних поездах.) 1943.
- Irdische Weite. (Земной простор.) 1945.
- Doktor Schiwago. (Доктор Живаго.) 1958/1987; aktuelle Ausgabe, übersetzt von Thomas Reschke: Fischer Taschenbuch, Frankfurt am Main 2011, ISBN 978-3-596-90329-0 (= Fischer Klassik 90329).
- Über mich selbst. Autobiographie. 1959.

Briefwechsel
- Boris Pasternak, Olga Freudenberg: Briefwechsel 1910-1954. Aus dem Russischen von Rosemarie Tietze, S. Fischer, Frankfurt am Main 1986, ISBN 3-10-060507-1.

Werkausgabe
- Gedichte, Erzählungen, Briefe. Werkausgabe in drei Bänden (1. Band: Meine Schwester – das Leben; 2. Band: Zweite Geburt; 3. Band: Wenn es aufklart). Hrsg. von Christine Fischer. Fischer, Frankfurt am Main 2017.